# Hidetoshi Nakanishi
Hidetoshi Nakanishi (jap. 中西英敏, Nakanishi Hidetoshi; * 3. Juni 1958) ist ein ehemaliger japanischer Judoka. Er war 1983 Weltmeister im Leichtgewicht, der Gewichtsklasse bis 71 Kilogramm.
Der 1,68 m große Nakanishi gewann 1981 und 1982 den Jigoro Kano Cup, 1982 siegte er außerdem beim Tournoi de Paris. 1982 und 1983 gewann er die japanischen Meisterschaften. Bei den Weltmeisterschaften 1983 in Moskau bezwang er im Viertelfinale Tamaz Namgalauri aus der Sowjetunion, im Halbfinale den Franzosen Richard Melillo und im Finale den Italiener Ezio Gamba. Bei den Olympischen Sommerspielen 1984 unterlag er im Viertelfinale dem Südkoreaner Ahn Byeong-keun. In der Hoffnungsrunde bezwang er den Iren Kieran Foley, verlor dann aber den Kampf um Bronze gegen den Briten Kerrith Brown.